# Estelle Getty
Estelle Getty, nome d'arte di Estelle Scher (New York, 25 luglio 1923 – Los Angeles, 22 luglio 2008), è stata un'attrice statunitense.

## Biografia
Nacque a New York da Charles Scher e Sarah Lacher, ebrei di origine polacca, nell'appartamento della famiglia al 257 2nd Street nel Lower East Side. Aveva una sorella, Rosilyn "Roz" Scher Howard, e un fratello, Samuel "David" Scher. Da bambina era conosciuta come Etty, un soprannome che derivava dall'incapacità di sua sorella di pronunciare "Estelle". Il padre possedeva e gestiva un'attività in proprio come vetraio, installando finestrini su automobili e camion, mentre sua madre era una casalinga. Come regalo settimanale, ogni venerdì sera suo padre portava lei e il resto della loro famiglia all'Accademia di musica sulla 14th Street per guardare un film e uno spettacolo di vaudeville dal vivo, e fu mentre guardava quegli spettacoli che la Getty decise di voler diventare un'attrice.
Dopo essersi diplomata alla Seward Park High School, continuò a vivere a casa con i suoi genitori, che dubitavano fosse in grado di crearsi una carriera di successo nella recitazione. Lavorò come segretaria, occupazione che le consentiva di partecipare alle audizioni nel tardo pomeriggio e la sera pur avendo un reddito. La Getty debuttò nel cinema a 55 anni, nel ruolo di un'insegnante in Team-Mates (1978). Nel 1982 interpretò la "collega" di Dustin Hoffman nella commedia Tootsie di Sydney Pollack. Successivamente recitò nel film Dietro la maschera (1985) di Peter Bogdanovich, a fianco di Cher e Eric Stoltz, e in un film per la TV, Victims for Victims: The Theresa Saldana Story (1985).

### Cuori senza età
Sempre nel 1985 venne scritturata per quello che sarà il ruolo più importante della sua carriera, quello di Sophia Petrillo nella sitcom Cuori senza età. Il suo carismatico e divertente personaggio nella serie è quello di un'anziana donna americana di chiare origini italiane (alle quali fa riferimento quasi in ogni episodio), che lascia la casa di riposo dove vive per andare ad alloggiare in una bella villa in Florida, in compagnia della figlia Dorothy, interpretata da Bea Arthur, e ad altre due donne di mezza età, Rose e Blanche, interpretate rispettivamente da Betty White e Rue McClanahan. Le quattro donne vivranno anni felici, sia dentro che fuori dal set, fino alla fine della serie, dopo sette stagioni, nel 1992. Nella serie che la rese famosa, interpretava la madre di Beatrice Arthur, benché proprio quest'ultima fosse più anziana di lei sia pure di circa un anno, e questo grazie a sedute di un paio d'ore di trucco prima delle riprese di ogni episodio.

### Altri film
Per tutta la vita sostenitrice dei diritti dei gay, nel 1992 interpretò la mamma "terribile" di Sylvester Stallone nella commedia Fermati o mamma spara; successivamente apparve come guest-star in un paio di serie televisive, Una famiglia a tutto gas e Il tocco di un angelo (1996). Ebbe poi un ruolo nel film Stuart Little - Un topolino in gamba (1999). Del 2000 sono i suoi ultimi lavori, The Million Dollar Kid e Ladies Man.

### Il declino
Nel 2000 la Getty annunciò ufficialmente il ritiro dal mondo dello spettacolo per problemi di salute, essenzialmente dovuti alla malattia di Parkinson, che le era stata diagnosticata pochi mesi prima. Nel 2002 la sua portavoce affermò che all'attrice era stata diagnosticata anche la malattia di Alzheimer. Nel 2004, durante una reunion del cast di Cuori senza età, le tre protagoniste affermarono che la Getty non sarebbe stata affetta né dalla malattia di Alzheimer né dal morbo di Parkinson, bensì da una meno grave ma comunque seria demenza senile.
Morì il 22 luglio 2008 nella sua casa di Los Angeles, all'età di 84 anni. È sepolta presso il Hollywood Forever Cemetery di Los Angeles, California.

## Vita privata
Nel 1946 Estelle Getty sposò Arthur Gettleman, con cui rimase fino al 2004, anno della morte di lui. La coppia ebbe due figli, Carl e Barry.

## Filmografia

### Cinema
- Team-Mates, regia di Steven Jacobson (1978)
- Tootsie, regia di Sydney Pollack (1982)
- Dietro la maschera (Mask), regia di Peter Bogdanovich (1985)
- Mannequin, regia di Michael Gottlieb (1987)
- Fermati, o mamma spara (Stop! Or My Mom Will Shoot), regia di Roger Spottiswoode (1992)
- Stuart Little - Un topolino in gamba (Stuart Little), regia di Rob Minkoff (1999)
- The Million Dollar Kid, regia di Neil Mandt (2000)

### Televisione
- Mary Benjamin (Nurse) - serie TV, episodio 2x04 (1981)
- Fantasilandia (Fantasy Island) - serie TV, episodio 7x18 (1984)
- New York New York (Cagney & Lacey) - serie TV, episodio 3x05 (1984)
- No Man's Land - film TV (1984)
- Hotel - serie TV, episodio 2x01 (1984)
- Victims for Victims: The Theresa Saldana Story - film TV (1985)
- Bravo Dick (Newhart) - serie TV, episodio 3x22 (1985)
- I Fanelli Boys (The Fanelli Boys) - serie TV, episodio 1x15 (1991)
- Blossom - Le avventure di una teenager (Blossom) - serie TV, episodio 1x06 (1991)
- Cuori senza età (The Golden Girls) - serie TV, 177 episodi (1985-1992)
- Cuori al Golden Palace (The Golden Palace) - serie TV, 24 episodi (1992-1993)
- Corsie in allegria (Nurses) - serie TV, episodio 3x09 (1993)
- Il cane di papà (Empty Nest) - serie TV, 52 episodi (1988-1995)
- Una famiglia a tutto gas (Brotherly Love) - serie TV, episodio 2x07 (1996)
- Il tocco di un angelo (Touched by an Angel) - serie TV, episodio 3x08 (1996)
- Innamorati pazzi (Mad About You) - serie TV, episodi 5x23-5x24 (1997)
- La tata (The Nanny) - serie TV, episodio 6x08 (1996)
- Ladies Man - serie TV, episodio 1x22 (2000)
- It's Like, You Know... - serie TV, episodio 2x17 (2001)

## Riconoscimenti

### Golden Globe
- Miglior attrice in una serie comica per Cuori senza età (1986)
- Candidatura per la miglior attrice in una serie comica per Cuori senza età (1987)
- Candidatura per la miglior attrice non protagonista in una serie comica per Cuori senza età (1992)

### Emmy Awards
- Miglior attrice non protagonista in una serie comica per Cuori senza età (1988)
- Candidatura per la miglior attrice non protagonista in una serie comica per Cuori senza età (1986)
- Candidatura per la miglior attrice non protagonista in una serie comica per Cuori senza età (1987)
- Candidatura per la miglior attrice non protagonista in una serie comica per Cuori senza età (1989)
- Candidatura per la miglior attrice non protagonista in una serie comica per Cuori senza età (1990)
- Candidatura per la miglior attrice non protagonista in una serie comica per Cuori senza età (1991)
- Candidatura per la miglior attrice non protagonista in una serie comica per Cuori senza età (1992)

## Doppiatrici italiane
- Isa Bellini in Cuori senza età, Cuori al Golden Palace, Il cane di papà
- Miranda Bonansea in Fermati, o mamma spara, Stuart Little - Un topolino in gamba
- Gabriella Genta in Dietro la maschera
- Flaminia Jandolo in Mannequin
- Cristina Noci in Cuori senza età (ridopp. ep. 4x15)